# Ptochophyle subminiosa
Ptochophyle subminiosa är en fjärilsart som beskrevs av Louis Beethoven Prout 1932. Ptochophyle subminiosa ingår i släktet Ptochophyle och familjen mätare. Inga underarter finns listade.